# Coppa Merconorte 2000
La Coppa Merconorte 2000 è stata la terza edizione del trofeo, ed è stata vinta dall'Atlético Nacional.

## Formula
Il torneo viene allargato anche alle squadre messicane (4) e costaricane (1): il numero di partecipanti sale pertanto a 16. Le 16 squadre partecipanti sono divise in 4 gruppi da 4, le cui prime classificate si qualificano alle semifinali.

## Partecipanti
| Nazione    | Squadra           |
| ---------- | ----------------- |
| Bolivia    | Oriente Petrolero |
| Colombia   | América de Cali   |
| Colombia   | Atlético Nacional |
| Colombia   | Millonarios       |
| Costa Rica | Alajuelense       |
| Ecuador    | Barcelona SC      |
| Ecuador    | El Nacional       |
| Ecuador    | Emelec            |
| Messico    | Guadalajara       |
| Messico    | Necaxa            |
| Messico    | Pachuca           |
| Messico    | Toluca            |
| Perù       | Alianza Lima      |
| Perù       | Sporting Cristal  |
| Perù       | Universitario     |
| Venezuela  | Est. Mérida       |

## Fase a gironi

### Gruppo A

#### Risultati
| El Nacional | 2 - 1 | Estudiantes |

| Chivas | 1 - 1 | América |

| América | 0 - 0 | El Nacional |

| Estudiantes | 2 - 3 | Chivas |

| Estudiantes | 3 - 0 | América |

| Chivas | 1 - 0 | El Nacional |

| Estudiantes | 1 - 1 | El Nacional |

| América | 1 - 0 | Chivas |

| El Nacional | 1 - 0 | América |

| Chivas | 4 - 0 | Estudiantes |

| América | 1 - 2 | Estudiantes |

| El Nacional | 3 - 3 | Chivas |

#### Classifica
| Pos. | Squadra         | P  | G | V | N | S | GF | GS | DR |
| ---- | --------------- | -- | - | - | - | - | -- | -- | -- |
| 1.   | Guadalajara     | 11 | 6 | 3 | 2 | 1 | 12 | 7  | +5 |
| 2.   | El Nacional     | 9  | 6 | 2 | 3 | 1 | 7  | 6  | +1 |
| 3.   | Est. Mérida     | 7  | 6 | 2 | 1 | 3 | 9  | 11 | -2 |
| 4.   | América de Cali | 5  | 6 | 1 | 2 | 3 | 3  | 7  | -4 |

### Gruppo B

#### Risultati
| Alajuelense | 2 - 1 | Alianza Lima |

| Atlético Nacional | 0 - 0 | Necaxa |

| Alianza Lima | 2 - 3 | Atlético Nacional |

| Necaxa | 1 - 1 | Alajuelense |

| Alianza Lima | 1 - 0 | Necaxa |

| Atlético Nacional | 2 - 0 | Alajuelense |

| Alianza Lima | 1 - 1 | Alajuelense |

| Necaxa | 2 - 1 | Atlético Nacional |

| Atlético Nacional | 4 - 1 | Alianza Lima |

| Alajuelense | 2 - 2 | Necaxa |

| Alajuelense | 1 - 2 | Atlético Nacional |

| Necaxa | 0 - 0 | Alianza Lima |

#### Classifica
| Pos. | Squadra           | P  | G | V | N | S | GF | GS | DR |
| ---- | ----------------- | -- | - | - | - | - | -- | -- | -- |
| 1.   | Atlético Nacional | 10 | 6 | 3 | 1 | 2 | 10 | 8  | +2 |
| 2.   | Alajuelense       | 9  | 6 | 2 | 3 | 1 | 9  | 7  | +2 |
| 3.   | Necaxa            | 7  | 6 | 1 | 4 | 1 | 5  | 5  | 0  |
| 4.   | Alianza Lima      | 5  | 6 | 1 | 2 | 3 | 6  | 10 | -4 |

### Gruppo C

#### Risultati
| Millonarios | 1 - 1 | Barcelona |

| Toluca | 4 - 1 | Universitario |

| Barcelona | 2 - 0 | Toluca |

| Universitario | 0 - 2 | Millonarios |

| Toluca | 0 - 0 | Millonarios |

| Barcelona | 1 - 1 | Universitario |

| Barcelona | 0 - 2 | Millonarios |

| Universitario | 3 - 2 | Toluca |

| Toluca | 4 - 0 | Barcelona |

| Millonarios | 2 - 0 | Universitario |

| Millonarios | 5 - 5 | Toluca |

| Universitario | 2 - 2 | Barcelona |

#### Classifica
| Pos. | Squadra       | P  | G | V | N | S | GF | GS | DR |
| ---- | ------------- | -- | - | - | - | - | -- | -- | -- |
| 1.   | Millonarios   | 12 | 6 | 3 | 3 | 0 | 11 | 6  | +5 |
| 2.   | Toluca        | 8  | 6 | 2 | 2 | 2 | 15 | 11 | +4 |
| 3.   | Barcelona SC  | 6  | 6 | 1 | 3 | 2 | 6  | 10 | -4 |
| 4.   | Universitario | 5  | 6 | 1 | 2 | 3 | 7  | 12 | -5 |

### Gruppo D

#### Risultati
| Oriente Petrolero | 1 - 1 | Sporting Cristal |

| Emelec | 1 - 0 | Pachuca |

| Pachuca | 2 - 1 | Oriente Petrolero |

| Sporting Cristal | 2 - 2 | Emelec |

| Emelec | 2 - 1 | Oriente Petrolero |

| Sporting Cristal | 2 - 1 | Pachuca |

| Pachuca | 1 - 0 | Emelec |

| Sporting Cristal | 5 - 1 | Oriente Petrolero |

| Oriente Petrolero | 3 - 1 | Pachuca |

| Emelec | 1 - 0 | Sporting Cristal |

| Oriente Petrolero | 0 - 0 | Emelec |

| Pachuca | 1 - 0 | Sporting Cristal |

#### Classifica
| Pos. | Squadra           | P  | G | V | N | S | GF | GS | DR |
| ---- | ----------------- | -- | - | - | - | - | -- | -- | -- |
| 1.   | Emelec            | 10 | 6 | 3 | 1 | 2 | 6  | 5  | +1 |
| 2.   | Sporting Cristal  | 9  | 6 | 2 | 3 | 1 | 10 | 6  | +4 |
| 3.   | Pachuca           | 9  | 6 | 3 | 0 | 3 | 6  | 7  | -1 |
| 4.   | Oriente Petrolero | 5  | 6 | 1 | 2 | 3 | 7  | 11 | -4 |

## Fase a eliminazione diretta

### Tabellone
|  | Semifinali              | Semifinali              | Semifinali | Semifinali | Semifinali |  |  | Finale            | Finale            | Finale | Finale | Finale |  |
|  |                         |                         |            |            |            |  |  |                   |                   |        |        |        |  |
|  | Emelec                  | Emelec                  | 3          | 0          | 3          |  |  |                   |                   |        |        |        |  |
|  | Millonarios             | Millonarios             | 3          | 2          | 5          |  |  | Millonarios       | Millonarios       | 0      | 1      | 1      |  |
|  | Guadalajara             | Guadalajara             | 1          | 3          | 4 (2)      |  |  | Atlético Nacional | Atlético Nacional | 0      | 2      | 2      |  |
|  | Atlético Nacional (dtr) | Atlético Nacional (dtr) | 1          | 3          | 4 (4)      |  |  |                   |                   |        |        |        |  |

### Semifinali

#### Andata
| Arbitro: | A. Sánchez |

|          |           |                 |
| Ruiz 75’ | Marcatori | 74’ Aristizábal |

| Arbitro: | M. Sánchez |

|                                       |           |                                 |
| Kenig 7’ (rig.), 52’ (rig.) Juárez 9’ | Marcatori | 5’ Pérez 20’ Jiménez 80’ Suárez |

#### Ritorno
| Arbitro: | Pereira da Silva |

|                                          |                      |                               |
| Muñoz 20’, 36’ Aristizábal 55’ (rig.)    | Marcatori            | 25’ Ruiz 43’ Morales 89’ Nava |
| Rueda Salcedo Muñoz González Aristizábal | Tiri di rigore 4 – 2 | Galindo Ruiz Nápoles Alfaro   |

| Arbitro: | Godói |

|                      |           |  |
| Millán 13’ Pérez 86’ | Marcatori |  |

### Finale

#### Andata
| Arbitro: | Hoyos |

| |            | |
| · López P · Millán D · J. Martínez D · Cortés D · J. Ramírez C · 46’a Jiménez C · Suárez C · R. Ramírez C · Chitiva C · Jaramillo A · 46’b Castillo A · A disposizione: · 46’a Pérez C · 46’b Castro A | Formazioni | · P Patiño · D Flórez · D Venegas · D Mosquera · D Estrada · C Salcedo · C Rueda 77’ · C Mackenzie · C Agudelo 70’ · A Aristizábal · A Moreno 60’ · A disposizione: · A Muñoz 60’ · D Calle 70’ · C Ocampo 77’ |
| Umaña | Allenatori | Navarrete |

#### Ritorno
| Arbitro: | Cervantes |

| |            | |
| Moreno 8’ Aristizábal 49’ | Marcatori  | 56’ Jiménez |
| · Patiño P · Calle D · Venegas D · Mosquera D · R. Martínez C · Salcedo C · Giraldo C · a Mackenzie C · Moreno A · Aristizábal A · b Muñoz A · A disposizione: · a Estrada C · b Agudelo C | Formazioni | · P López · D Millán · D Fernández · D Cortés · D J. Ramírez · C Pérez · C Jiménez · C R. Ramírez a · C Chitiva b · A Jaramillo · A Castro · A disposizione: · C Suárez a · A Castillo b |
| Navarrete | Allenatori | Umaña |

## Classifica marcatori
| Gol |  |  | Giocatore          | Squadra           |
| --- |  |  | ------------------ | ----------------- |
| 6   |  |  | León Muñoz         | Atlético Nacional |
| 5   |  |  | Víctor Aristizábal | Atlético Nacional |
| 5   |  |  | Alejandro Kenig    | Emelec            |
| 5   |  |  | Jorge Soto         | Sporting Cristal  |
| 4   |  |  | Agustín Delgado    | Necaxa            |
| 4   |  |  | Carlos Morales     | Toluca            |
| 3   |  |  | Jairo Castillo     | Millonarios       |
| 3   |  |  | Claudio Ciccia     | Alajuelense       |
| 3   |  |  | Ramón Morales      | Guadalajara       |
| 3   |  |  | José Nava          | Guadalajara       |
| 3   |  |  | Ebelio Ordóñez     | El Nacional       |
| 3   |  |  | Andrés Pérez       | Millonarios       |
| 3   |  |  | Raúl Ramírez       | Millonarios       |
| 3   |  |  | Manuel Rios        | Guadalajara       |
| 3   |  |  | Waldir Sáenz       | Sporting Cristal  |